# Rituximab
Le rituximab (commercialisé par les laboratoires Hoffmann-La Roche et sa filiale Genentech sous les noms Rituxan et MabThera) est un anticorps monoclonal chimérique dirigé contre la molécule de surface CD20 (présente sur la plupart des cellules B). Il permet de diminuer de façon substantielle le nombre de lymphocytes B par un effet toxique direct sur ces cellules, y compris lorsque ceux-ci prolifèrent lors d'un cancer de la moelle osseuse. 

## Utilisation
C'est un médicament utilisé dans le traitement de certains lymphomes, exprimant la molécule de surface CD20, c'est-à-dire la plupart des lymphomes B et la leucémie lymphoïde chronique. Ses principales indications sont les lymphomes diffus à grandes cellules B, les lymphomes folliculaires, les lymphomes du manteau et la leucémie lymphoïde chronique. Il est également actif dans la leucémie aiguë lymphoblastique dans les formes CD20.
Il est également utilisé aujourd'hui pour traiter les formes sévères de certaines affections auto-immunes, en particulier les anémies hémolytiques, les purpuras thrombopéniques, le lupus, le pemphigus, et aussi la polyarthrite rhumatoïde.
Après une greffe de moelle ou d'organe il permet de traiter les lymphomes induits par le virus EBV.
Enfin, il est également utilisé dans des formes particulières de rejet de greffes d'organes (rejet aigu vasculaire de mécanisme humoral).
Il est de plus en plus utilisé dans le traitement en seconde ligne de la myasthénie réfractaire ou résistante aux cortico-dépendante, après qu'une étude rétrospective a montré son efficacité.
Ce médicament est en cours de test pour le traitement de la sclérose en plaques et a des résultats prometteurs lors d'une leucémie lymphoïde chronique.
Son efficacité s'avère être décevante dans le lupus érythémateux disséminé,.
Dans les vascularites avec anticorps antineutrophiles cytoplasmatiques (ANCA), le rituximab pourrait être une alternative au cyclophosphamide,. Il pourrait avoir un intérêt dans le syndrome de Gougerot-Sjögren.
Il est administré sous forme de perfusion par voie IV lente ; le rythme dépend du type de pathologie à traiter.

## Effets secondaires
Une urticaire, une fièvre, des frissons, peuvent se voir dans près de la moitié des cas après une injection de rituximab. Ces effets indésirables sont le plus souvent bénins mais parfois sévères (maladie sérique), dans 10 % des cas environ. Ils tendent à s'estomper si on poursuit le traitement. Ils sont d'origine allergique et une désensibilisation peut en améliorer la tolérance.
Rarement, une pneumopathie interstitielle peut survenir, d'évolution parfois fatale. Une perforation intestinale a été décrite en cas de localisation digestive du lymphome. Des cas de leucoencéphalopathies multifocales progressives ont été décrits.
Du fait de son mécanisme d'action, il entraîne un certain degré d'immunodéficience ayant pour conséquence une plus grande sensibilité aux infections. Cette immunodéficience est relative puisque la fonction des lymphocytes T est préservée. Des cas de neutropénies retardées ont été décrits.

## Biosimilaire
Le Truxima du laboratoire Biogaran est passé en avril 2017 à la commission de transparence de la HAS en France avec un avis favorable .

## Autres molécules anti-CD20
L'ofatumumab, le tositumomab, l'obinutuzumab et l'ocrelizumab sont d'autres anticorps monoclonaux se fixant sur une autre zone de la molécule CD20.

## Marché
Le rituximab serait la cinquième molécule médicamenteuse vendue, en termes de valeur, en 2012, avec un chiffre projeté de 7,1 milliards de dollars.
Deux spécialités biosimilaires sont disponibles  en France : la spécialité Rixathon commercialisée par le groupe Sandoz (filiale de Novartis) et la spécialité Truxima (CT-P10) commercialisée par le groupe Celltrion Healthcare, laboratoire sud-coréen.